# The Dark Raver
Pour les articles homonymes, voir Sweet.
The Dark Raver ou Darkraver, de son vrai nom Steve Sweet, né le 12 septembre 1967 à La Haye, est un disc jockey et musicien de musique électronique néerlandais. Avec Buzz Fuzz, il est l'un des deux principaux représentants de la scène gabber de La Haye, et est également connu pour avoir créé et popularisé le cri des gabbers, « Hakkûh! ».

## Biographie
Né en 1967 à La Haye, Steeve Sweet commence à exercer dans le domaine de la musique en 1991, en mixant du RnB dans un boîte de nuit à Schéveningue. Engagé comme strip-teaseur au Parkzicht, il y découvre la musique gabber. Sous le pseudonyme de DJ The Dominator — reprenant le titre du succès hardcore de Human Resource — il mixe lors du Rave The City 1992. Entré chez Stad Den Haag Records — label précurseur de Mid-Town — il prend le nom de scène de « The Dark Raver », et fait sa première apparition sous ce nom revêtu d'un costume de chauve-souris, puis perpétue cet usage. Homme de scène, il affectionne particulièrement les costumes et les mises en scène, et apparaît successivement maniant l'épée de Musclor lors de Mystery Land '97 puis en Père Fouettard lors de « Thunderdome '97 ».
En 2007, Darkraver gagne un procès en propriété intellectuelle contre un magasin qui avait ouvert un site de vente en ligne à l'adresse « darkraver.eu ». La Rechtbank de Groningue (nl) juge que, même si le magasin en lui-même existait avant 1994, date à laquelle Steeve Sweet prend le pseudonyme de Darkraver et l'intègre à son logo ; même si le dépôt de propriété intellectuelle sur la locution « Darkraver » n'a été fait qu'en 2007 par Sweet, soit après l'ouverture du site en ligne par le commerçant en 2006, la cour estime en effet que ce commerçant porte préjudice au DJ. Notamment, c'est le fait que l'extension soit en .eu alors même que le DJ dispose d'une réputation internationale qui a plaidé en défaveur du défenseur.

Premier logo de Darkraver, vers 1995
Deuxième logo de Darkraver, vers 2007

## Style
Inititalement, The Dark Raver mixe et produit principalement du gabber, mais il lui arrive aussi de travailler sur de la trance, du progressive, du club house. Toutefois, sa façon de mixer, très rapide et changeant très souvent de disque, lui donne un style très particulier. En 1997, son titre Intelligent Hardcore, coécrit avec DJ Vince, est considéré comme le morceau fondateur du newstyle, forme plus lente en comparaison de ce qui allait être renommé oldschool hardcore.
Très charismatique, très actif sur scène lors de ses mixes et communiant avec le public, il est connu pour avoir créé et popularisé le cri des gabbers, « Hakkûh! ».

## Récompense
Il est récompensé en 1996 en tant que meilleur artiste hardcore.

## Discographie
- En 2005, son single Kom Tie Dan Hè! se trouve au top 5 du Dutch Top 40[1].